# H.U.B
H.U.B(Hope U Bounce)는 대한민국의 전 걸그룹이다. 2016년 디지털 싱글 앨범 [우리가 함께한 시간]으로 데뷔했다.

## 음반
- 우리가 함께한 시간 (2016)
- 미친듯이 (Girl Gang) (2017)
- Ooh Ooh (2017)
- 벚꽃피는 날에 (2018)
- Finale (2018)

## 공연
- 케이스타 2018 코리아 뮤직 페스티벌 (2018)

## 경력
- Enjoy K-Style 2016 한류상품 홍보영사단 (2016)
- 강원도 관광 홍보대사 (2017)
- 글로벌 선플 홍보대사 (2017)

## 수상
- 제8회 한부모가정사랑상 문화인상 (2017)